# ネルソン・マンデラ・スタジアム
ネルソン・マンデラ・スタジアム（Nelson Mandela Stadium）は、アルジェリア・バラキにある多目的スタジアム。サッカーアルジェリア代表のホームスタジアムとして使用されている。

## 概要
2010年1月20日、総工費3億ユーロを投じて着工し、2023年1月7日に竣工した。アルジェリア国内において最大規模の収容人数を誇り、国内では初となるFIFAが定めるスタジアムの最大規格を満たしているため、FIFAが主催するすべての国際Aマッチを開催できる。
建設中のスタジアムは仮称としてバラキ・スタジアムを用いていたが、2022年12月、アルジェリア軍と深い関係があったネルソン・マンデラをスタジアム名に取り入れる案がアルジェリアのスポーツ長官によって提案され、2023年1月12日、FIFA会長ジャンニ・インファンティーノ、マンデラの孫、アフリカサッカー連盟会長パトリス・モトセペら出席の下で正式にネルソン・マンデラ・スタジアムのお披露目がされた。
こけら落としは2023年1月7日、国内選抜のサッカー選手のみで構成されたガーナ代表とアルジェリア代表の試合で行われ、直後に開かれたアフリカネイションズチャンピオンシップ2022ではグループステージから決勝までの合計9試合の舞台となった。

## 開催された主なイベント

### サッカー
- 国際大会
  - アフリカネイションズチャンピオンシップ2022（英語版）

| 日付          | ホームチーム | 結果             | アウェーチーム   | ラウンド  |
| ------------- | ------------ | ---------------- | ---------------- | --------- |
| 2023年1月13日 | アルジェリア | 1-0              | リビア           | グループA |
| 2023年1月14日 | エチオピア   | 0-0              | モザンビーク     | グループA |
| 2023年1月17日 | モザンビーク | 3-2              | リビア           | グループA |
| 2023年1月17日 | アルジェリア | 1-0              | エチオピア       | グループA |
| 2023年1月21日 | モザンビーク | 0-1              | アルジェリア     | グループA |
| 2023年1月22日 | ウガンダ     | 1-3              | コートジボワール | グループB |
| 2023年1月27日 | アルジェリア | 1-0              | コートジボワール | ベスト8   |
| 2023年1月31日 | セネガル     | 1-0              | マダガスカル     | ベスト4   |
| 2023年2月4日  | アルジェリア | 0-0 (PK戦 : 4-5) | セネガル         | 決勝      |

## ギャラリー

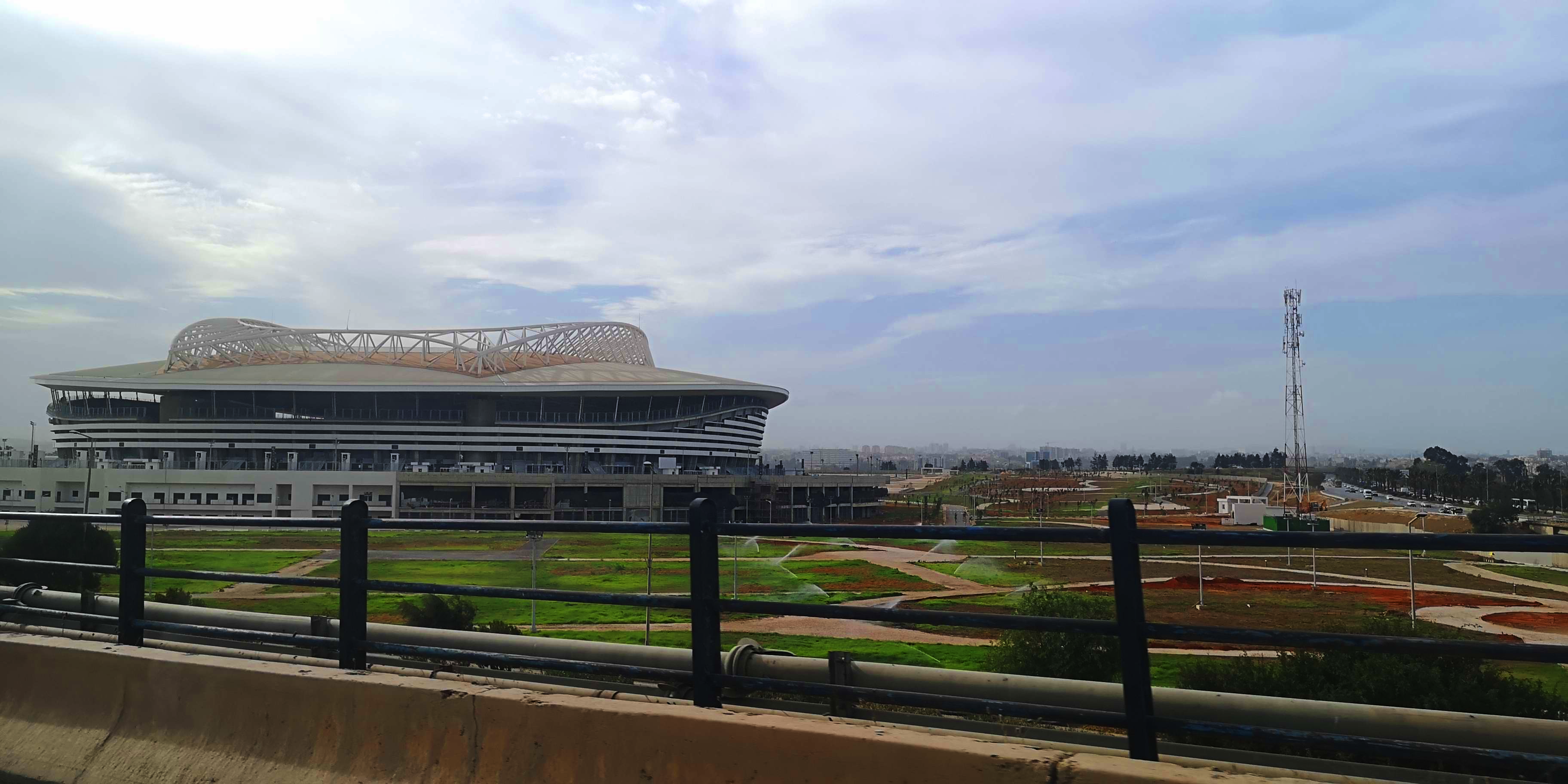
外観2
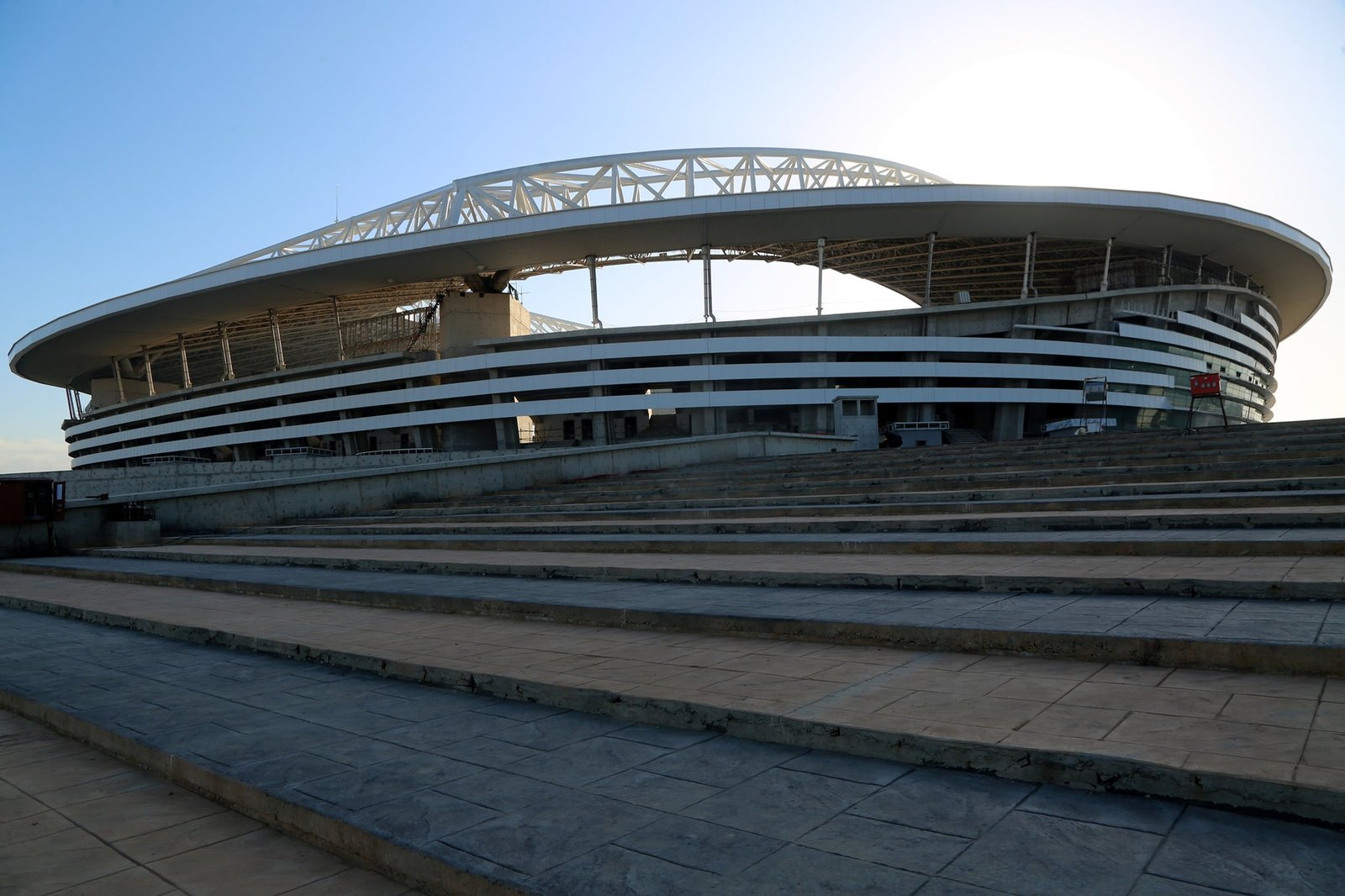
外観3
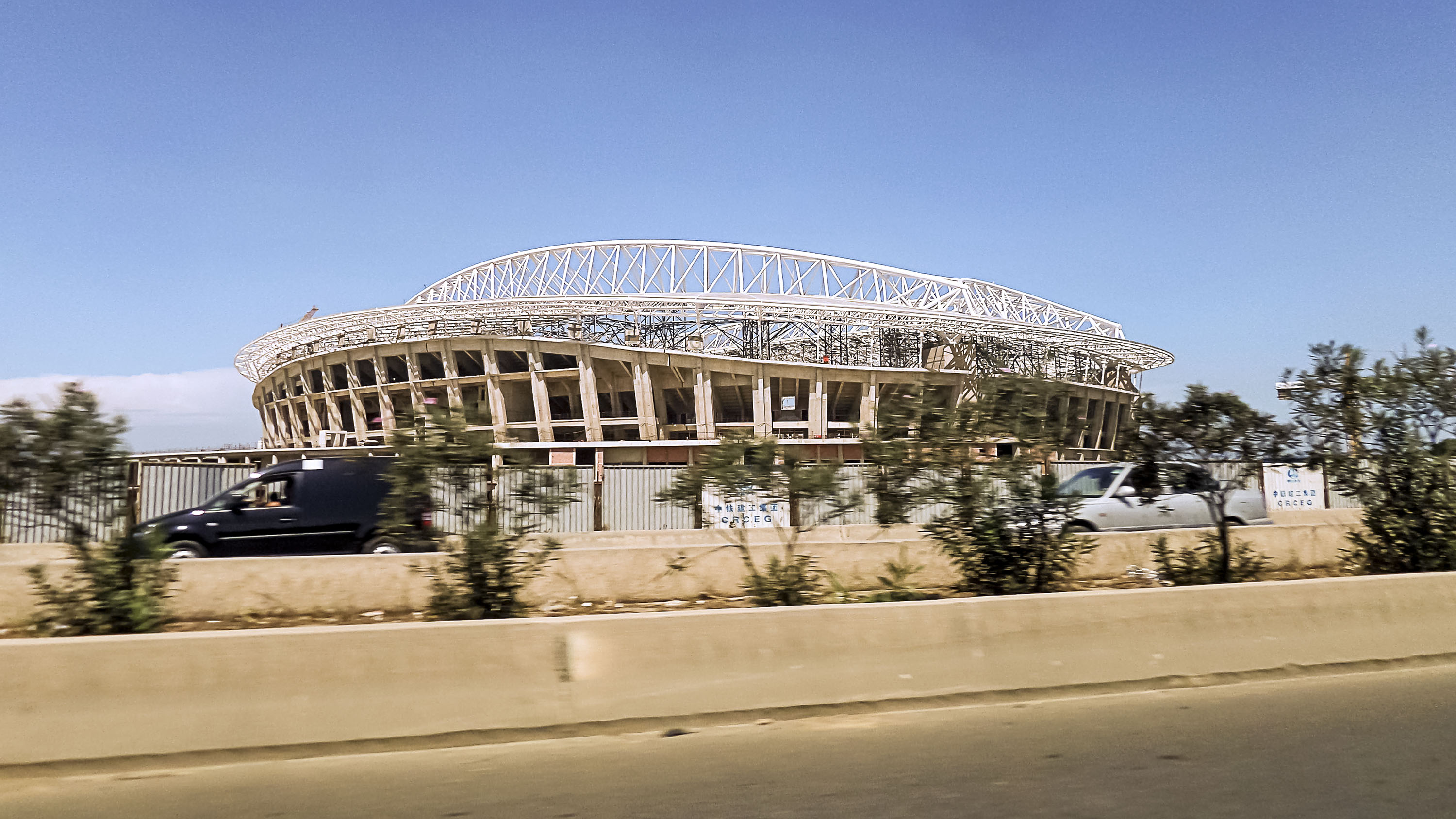
建設中の外観
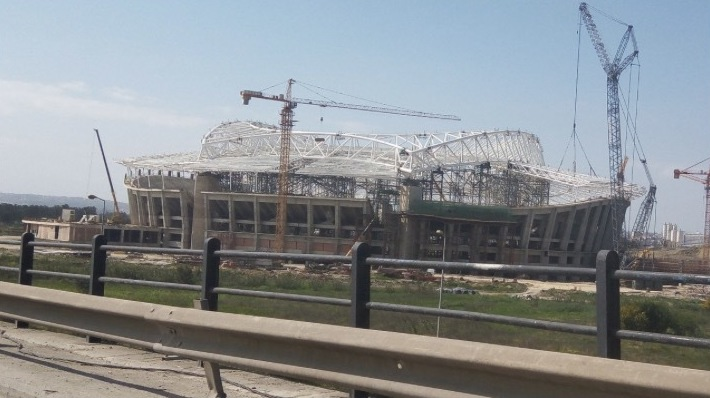
建設中のスタジアム